# 英丽德·图林
英丽德·图林（瑞典語：Ingrid Thulin，1926年1月27日—2004年1月7日），女，瑞典演员。曾获得1958年戛纳电影节最佳女演员奖。